# The Fescue Boys
The Fescue Boys waren eine US-amerikanische Country-Band, die sich besonderer Beliebtheit rund um Atlanta und in Georgia erfreuten.

## Geschichte
Bevor die Fescue Boys zu dem Radiosender WSB in Atlanta kamen, hatte die Gruppe bereits Auftritte auf den Sender WBGE in Atlanta und WTJH in East Point, Georgia. Nach ihrem ersten Auftritt bei WSB engagierte die Leitung des Senders die Band für ihre wöchentliche Country-Show WSB Barn Dance, bei der sie bis zur Absetzung 1950 jeden Abend auftraten. 1953 bekamen die Fescue Boys einen Plattenvertrag. Sie waren außerdem bekannt für ihre Sketche und Komik.